# Luís Gonçalves das Chagas

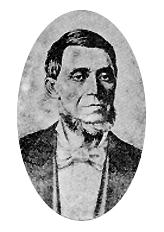
Freiherr von Candiota

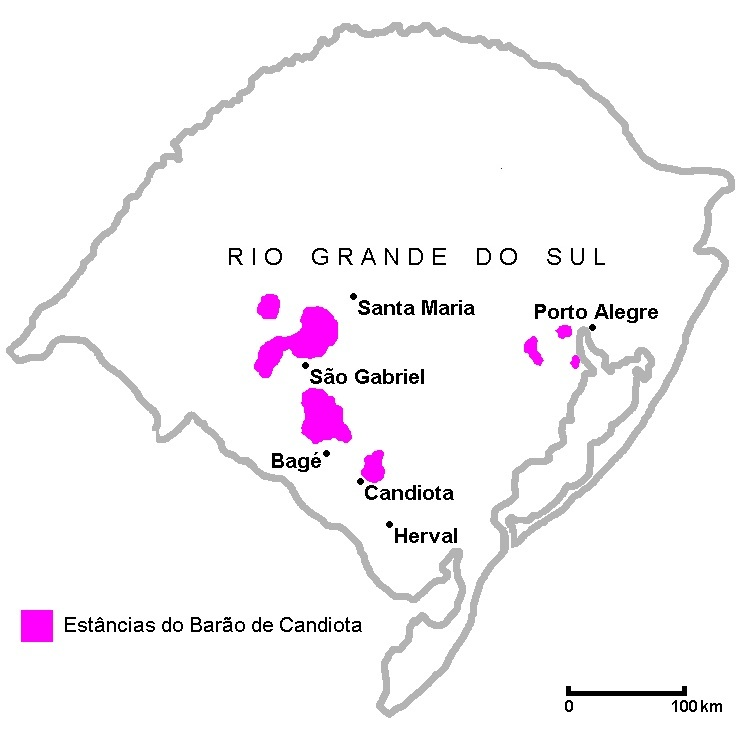
Ländereien des Barons in der Provinz Rio Grande do Sul um 1875.

Luís Gonçalves das Chagas, Freiherr von Candiota (* um 1815 in Rio Grande do Sul; † 13. Juni 1894 in Porto Alegre) war ein brasilianischer Großgrundbesitzer, Edelmann und Militär.
Chagas war der größte Grundbesitzer in Rio Grande do Sul, der südlichste Bundesstaat in Brasilien, mit Estancias in den Gemeinden São Gabriel, Santa Maria und Bagé. Insgesamt besaß er 500.000 Hektar (2 % der Gesamtfläche von Rio Grande do Sul).
Er kämpfte während der Farrapen-Revolution (1835–1845) auf der Seite der Riograndensischen Republik und nahm an der Schlacht von Seival (in der heutigen Gemeinde Candiota) teil. 1865 stellte er ein Reiterregiment für Kaiser Peter II. im Kaiserreich Brasilien anlässlich des Tripel-Allianz-Kriegs (1864–1870) auf. Hierfür wurde er zum Freiherr von Candiota (Barão de Candiota) ernannt.